# Синівський район
Сині́вський (Бі́рківський) райо́н — адміністративно-територіальна одиниця УСРР (УРСР) з центром у с. Синівка, утворена 1924 року у складі Роменської округи Полтавської губернії.  Ліквідована 3 лютого 1931 і відновлена 22 січня 1935. Остаточно ліквідована 7 червня 1957.

## Історія
Спочатку район називався Бірківський. 13 березня 1925 року постановою ВУЦВК районний центр перенесено з с. Бірки в с. Синівка, а район перейменовано на Синівський. Така зміна зумовлювалася потребою розташування адміністративного центру в економічно сильнішому селі, до якого б тяжіли всі інші села району. 
13 червня 1930 постановою ВУЦВК і Раднаркому УСРР було розформовано Роменську округу, внаслідок чого Синівський район перейшов у підпорядкування Сумської округи.
3 лютого 1931 року після проведеної перевірки господарської діяльності та фінансового стану районів УСРР ВУЦВК ухвалив постанову про їх реорганізацію, якою було ліквідовано серед інших і Синівський район.
22 січня 1935 року згідно з постановою ВУЦВК «Про розукрупнення районів УСРР» було відновлено Синівський район у складі Харківської області шляхом виділення 11 сільрад з Липоводолинського району. Перелік наново створених районів було уточнено постановою ВУЦВК від 25 лютого 1935 року. 
22 вересня 1937 постановою ЦВК СРСР утворено Полтавську область, до якої відійшов від Харківської області і Синівський район. 
З утворенням указом Президії Верховної Ради СРСР від 10 січня 1939 року Сумської області Синівський район було включено до неї. 
7 червня 1957 року Синівський район розформовано згідно з Указом Президії Верховної Ради УРСР «Про укрупнення деяких районів Сумської області та ліквідацію Дубов’язівського, Миропільського, Синівського, Штепівського районів».

## Адміністративний поділ
Станом на 1 лютого 1925 року Синівський район складався з 9 сільрад:
- Беївська
- Бірківська
- Галаєвецька (с. Галаєвець)
- Капустинська (с. Капустинці)
- Підставківська (с. Підставки)
- Поділківська (с. Поділки)
- Саївська
- Сватківська
- Синівська